# Brachycyrtus walkleyae
Brachycyrtus walkleyae là một loài tò vò trong họ Ichneumonidae.